# Christman Gnipperteinga

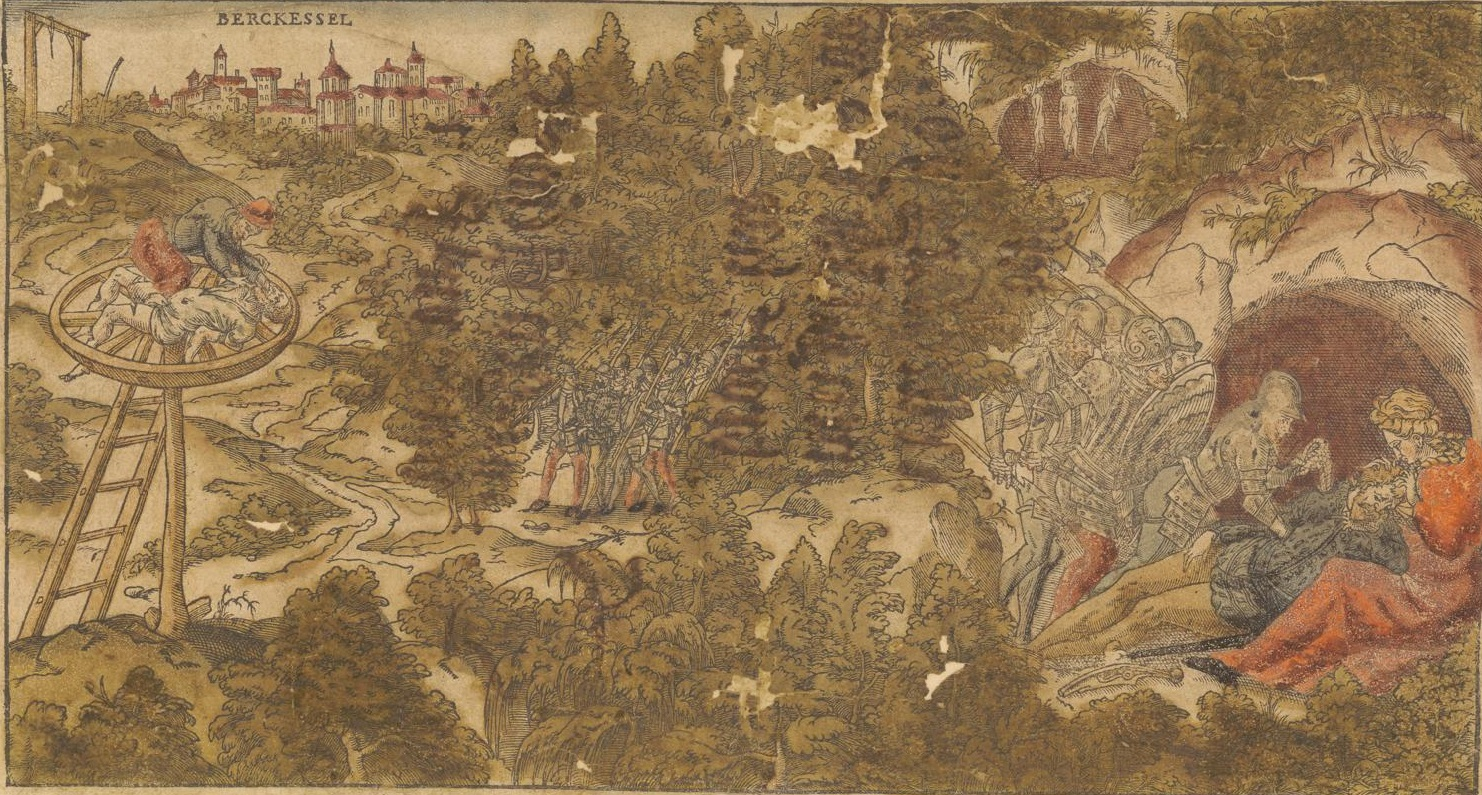
Christman auf dem Rad und seine Verhaftung, Holzschnitt von 1581

Christman Gnipperteinga († etwa 26. Juni 1581, auch Christian Gnipperdinga, Christman Gniperdoliga oder Groperunge aus Kerpen) ist eine möglicherweise nur literarische Figur, deren reale Existenz bisher nicht gesichert ist. Diesem Wegelagerer wurden fast tausend Morde zugeschrieben. Solche Geschichten von Straßenräubern kursierten im Deutschen Reich auch vor und nach Christman.

## Leben
Es liegen zwei zeitgenössische Berichte über Christman vor. 1581 druckte Caspar Herber in Mainz die achtseitige Flugschrift Erschröckliche newe Zeytung. Von einem Mörder Christman genandt .... Einige Jahre später, 1587, veröffentlichte Vincenz Sturm in seinem Calendarium sanctorum & historiarum einen kurzen Bericht über den Mörder Christian Gnipperdinga.
Demzufolge soll der aus Kerpen stammende Christman dreizehn Jahre lang als Raubmörder tätig gewesen sein und sich in einer Höhle oder einem Bergwerk am „Fraßberg“ bei Bernkastel an der Mosel verborgen haben. Der Fraßberg war vermutlich eine bewaldete Anhöhe oder Berg in den Moselbergen etwa eine alte Landmeile („ein grosse Meyl“, je nach Definition sieben bis zehn Kilometer) entfernt von „Bergkessel“, also Bernkastel-Kues an der Mosel. Von dort aus hatte er einen guten Überblick über die Straßen, die von und nach Trier, Metz, Thionville und Luxemburg führten. Christman soll überwiegend in Luxemburg und in Kurtrier gemordet haben.
Laut Caspar Herbers Text soll Christman eine junge Reisende, die Tochter eines Fassbinders aus Boppard, überfallen haben. Zuerst wollte er sie töten, dann entführte er sie und zwang sie, ihm zu schwören, dass sie ihm nichts zuwider tun würde. Sie soll sechs Kinder von ihm zur Welt gebracht haben, die er jedoch alle tötete. Ihre Leichen habe er aufgehängt, und wenn der Wind die Leichen bewegte, habe er gesagt: „Tanzt liebe Kindlein tanzt, Gnipperteinga euer Vater macht euch den Tanz“. Die Fassbindertochter habe er in Ketten gelegt, wenn er ausgegangen sei. Er soll seine Mordgesellen zum Festmahl und zum Aufteilen der Beute eingeladen und dabei vergiftet haben.
Die Fassbindertochter habe Christman nach sieben Jahren gebeten, einmal die Stadt besuchen zu dürfen, was er ihr nach einem weiteren Verschwiegenheitseid gestattet habe. Sie sei nach Bernkastel gegangen und dort angesichts spielender Kinder auf die Knie gesunken und habe geweint und gebetet. Sie sei von der Obrigkeit von der Schweigepflicht entbunden worden und habe ihre Klage vorgebracht. Daraufhin führte die Fassbindertochter 30 gut gerüstete Männer zu der Höhle, und der schlafende Christman wurde angeblich gefangen genommen. In der Höhle sei Beute in Form von Wein, Pökelfleisch, Rüstungen, Waffen, Münzen und anderen Wertgegenständen gefunden worden.
Christman soll ein Register über seine Opfer und seine Beute geführt haben. In der Höhle sollen Habseligkeiten seiner Opfer und eine Beute im Wert von über 70.000 Gulden gefunden worden sein. Zusätzlich zu diesen Beweisen soll er die Morde gestanden und hinzugefügt haben, dass er „zufrieden“ gewesen wäre, wenn er sein Ziel von tausend Opfern erreicht hätte. Am 17. Juni 1581 soll er gerädert worden sein. Nach der Überlieferung währte diese Tortur neun Tage, indem er durch Wasser am Leben gehalten wurde.

## Bewertung
Es bestehen erhebliche Zweifel, ob es Christman wirklich gegeben hat. Die sensationelle Geschichte ist in historischen Quellen, wie Kirchenbucheinträgen oder Gerichtsakten, nicht belegt. Die Berichte über sein Leben stammen aus Flugblättern aus dem späten 16. Jahrhundert, die auf die Flugschrift von Caspar Herber aus dem Jahr 1581 zurückgehen.